# Mas-Ivars Editores
Mas-Ivars Editores SL era un segell editorial valencià que compartia ISBN amb l'editorial Gaisa:
el 1973 mamprengué la publicació de la Gran Enciclopedia de la Región Valenciana; el 1980 publicà Historia Universal del Arte en dotze volums.
A banda de llibres d'art i còmics de The Walt Disney Company en castellà, Mas-Ivars publicà sengles edicions de huit dels primers àlbums d'Astèrix basc,
català oriental central, gallec
i valencià: la traducció catalana a cura de M. Albó Corrons
i, la valenciana, per Ximo Arnau Colomer i Francesc Pérez Moragón.
1. ↑  Els huit àlbums publicats per Mas-Ivars no coincidixen amb cap dels altres huit publicats entre 1969 i 1970 en català per Editorial Bruguera, abans que Grijalbo n'obtinguera els drets i fera una nova edició en català.[3]

| A.   | sèrie       | títol                  |                     |
| ---- | ----------- | ---------------------- | ------------------- |
| 1974 | Walt Disney | Yo, Mikey Mouse        |                     |
| 1974 | Walt Disney | Yo, Pato Donald        |                     |
| 1974 | Walt Disney | Yo, Tio Gilito         |                     |
| 1976 | Astèrix     | La lluita dels caps    | El combat dels caps |
| 1976 | Astèrix     | Astèrix i Cleopatra    |                     |
| 1976 | Astèrix     | Astèrix i els normands |                     |
| 1976 | Astèrix     | Astèrix en Helvècia    |                     |
| 1976 | Astèrix     | Astèrix legionari      |                     |
| 1976 | Astèrix     | Astèrix el gal         |                     |
| 1976 | Astèrix     | Astèrix i els gots     |                     |
| 1976 | Astèrix     | Astèrix i la falç d'or |                     |